# Célia Aymonier
Célia Aymonier (Pontarlier, 5 agosto 1991) è un'ex biatleta e fondista francese.

## Biografia

### Stagioni 2011-2014
La Aymonier, originaria di Les Fourgs, si è inizialmente dedicata allo sci di fondo: in Coppa del Mondo ha esordito il 18 dicembre 2010 a La Clusaz (52ª) e ha ottenuto il miglior piazzamento in carriera il 20 gennaio 2013 nella medesima località, classificandosi 5ª in staffetta.
Ha esordito ai Campionati mondiali a Val di Fiemme 2013, piazzandosi 36ª nella sprint, 36ª nello skiathlon, 10ª nella sprint a squadre e 6ª nella staffetta, e ai Giochi olimpici invernali a Soči 2014, classificandosi 27ª nella 10 km, 40ª nella sprint, 19ª nello skiathlon, 12ª nella sprint a squadre e 4ª nella staffetta.

### Stagioni 2015-2020
Ai Mondiali di Falun 2015, sua ultima presenza iridata nello sci di fondo, è stata 18ª nella 10 km, 27ª nella 30 km, 28ª nella sprint, 6ª nella sprint a squadre e 8ª nella staffetta; la sua ultima gara in Coppa del Mondo è stata la 30 km di Oslo Holmenkollen del 15 marzo successivo, che non ha completato.
Dalla stagione 2015-2016 si dedica al biathlon: in Coppa del Mondo ha esordito l'11 dicembre a Hochfilzen (57ª) e ai Campionati mondiali a Oslo Holmenkollen 2016, piazzandosi 64ª nella sprint. Ha ottenuto il primo podio in Coppa del Mondo l'11 dicembre 2016 a Pokljuka (2ª); ai successivi Mondiali di Hochfilzen 2017 ha vinto la medaglia di bronzo nella staffetta. Il 7 gennaio 2018 ha ottenuto a Oberhof in staffetta la sua prima vittoria in Coppa del Mondo. Ai XXIII Giochi olimpici invernali di Pyeongchang 2018 si è classificata 48ª nell'individuale.
Si è ritirata al termine della stagione 2019-2020.

## Palmarès

### Biathlon

#### Mondiali
- 1 medaglia:
  - 1 bronzo (staffetta[2] a Hochfilzen 2017)

#### Coppa del Mondo
- Miglior piazzamento in classifica generale: 21ª nel 2017
- 9 podi (tutti a squadre), oltre a quello conquistato in sede iridata e valido anche ai fini della Coppa del Mondo:
  - 3 vittorie
  - 3 secondi posti
  - 3 terzi posti

##### Coppa del Mondo - vittorie
| Data             | Località          | Nazione     | Spec.                                                              |
| ---------------- | ----------------- | ----------- | ------------------------------------------------------------------ |
| 7 gennaio 2018   | Oberhof           | Germania    | RL (con Anaïs Bescond, Anaïs Chevalier e Justine Braisaz)          |
| 17 marzo 2018    | Oslo Holmenkollen | Norvegia    | RL (con Anaïs Chevalier, Marie Dorin e Anaïs Bescond)              |
| 17 febbraio 2019 | Salt Lake City    | Stati Uniti | MX (con Quentin Fillon Maillet, Simon Desthieux e Anaïs Chevalier) |

Legenda:

RL = staffetta

MX = staffetta mista

### Sci di fondo

#### Coppa del Mondo
- Miglior piazzamento in classifica generale: 37ª nel 2015